# Petar Pićan
Petar Pićan (Budva), crnogorski slikar

## Životopis
Rodio se u Budvi. U Sarajevu je završio Umjetničku školu za dizajn i slikarstvo, u klasi profesora Mersada Berbera. Pićanovo stilsko opredjeljenje usmjereno je ka "granici između apstraktnog, nadrealnog i lirski oplemenjenog likovnog izraza sa elementima realističnog početnog impulsa uslovljenog pritajenom ekspresivnom snagom" (Lucija Đurašković).
Član je Udruženja likovnih umjetnika Budve. Živi i radi u Budvi.